# Skagit City
Skagit City bylo město na roztoku řeky Skagit na její severní a jižní rameno v americkém státě Washington. Roku 1869 bylo právě na břehu řeky otevřeno Barkerovo obchodní středisko, které přivedlo na místo mnoho obyvatel, čímž bylo vytvořeno město, které bylo později důležitým dopravním centrem na řece, především v době okolo roku 1872. Město pokračovalo ve vzrůstu až téměř do 80. let předminulého století, kdy ale jeho vedoucí roli v oblasti převzalo město Mount Vernon. Roku 1906 se už Skagit City skládalo z jediné budovy a po 2. sv. válce se rozpadlo úplně. Nyní je nejbližší obcí k původnímu centru Skagit City Cedardale. Název města je nyní pouze označením místa, kde na severovýchodním rohu Borového ostrova stálo a kde se řeka Skagit rozděluje do dvou ramen, které vodu odnáší do Skagitského zálivu. Město ale hrálo důležitou roli v původním osazování území dnešního okresu Skagit.

## První osazení
První běloši přišli do delty řeky Skagit už v roce 1868, kdy tam vznikl malý obchod jistého pana Campbella. O rok později přišel do delty John Barker, který postavil své obchodní středisko přímo při rozdělení hlavního toku řeky na dvě ramena. Zatímco po jižním rameni se dalo lehce dostat až do samotného Skagitského zálivu, severní rameno bylo daleko užší a vedlo do močálů, kanálků a zákrutů v severní části delty. Proti proudu řeky Skagit se na toku vyskytovaly dvě obrovské kládové překážky, tvořené kmeny stromů až 30 metrů vysokých. To zabránilo plavbě lodí proti proudu do pevninských obcí, takže většina lodní dopravy končila právě u Barkerova střediska. Právě pozdější odstranění této bariéry umožnilo lodím proplout na horní tok řeky a prakticky znamenalo zánik Skagit City. Krátce po založení města se také v oblasti objevily první vraždy. Na přelomu let 1869 a 1870 se skupina původních obyvatel utábořila na břehu horního ramene řeky přímo naproti začínajícímu městu. Jediným zavražděným byl samotný John Barker a okamžitá podezření vedla k popravě dvou indiánů. Pozdější vyšetřování však ukázalo na bílého osadníka Quimbyho Clarka, který však utekl dříve, než mohl být vyslýchán. Později bylo rozhodnuto, že věci, které by z Barkerova obchodu ukradl indián, v obchodě zůstaly, zatímco věci, které by ukradl běloch, byly pryč.
Již zmiňovaný průkopník Campbell se v roce 1874 vydal na plavbu kánoí proti proudu řeky Skagit. Jednou v noci utekl své skupině do lesa, avšak jeho společníci si jeho zmizení nevšimli dokud neuslyšeli hrůzný vřískot. Nakonec zjistili, že to byl sám Campbell, který v lese vyřvával jméno jednoho místního indiána, Tedauhana. John P. McGlinn, vlastník hotelu ve městě La Conner, nazval incident příkladem náboženské demence a aby výprava nemohla pokračovat hlouběji do vnitrozemí, poslal jí falešný dopis od Jamese O'Loughlina, vlastníka obchodu s konzervami ve Skagit City, který přinutil Campbella k návratu.

## Vrchol
Zhruba okolo roku 1872 dosáhlo město svého ekonomického vrcholu a poskytovalo zastřešené přístaviště pro parníky na obchodních cestách mezi Seattlem a menšími obcemi na pobřeží Pugetova zálivu. Třicetimetrový parník Fanny Lake, který hrál klíčovou roli v osídlování delty řeky Skagit, byl první lodí, který zavítal na tuto trasu, ačkoli to mohlo být až v roce 1874, jelikož předtím sloužil na trasách na severozápad od delty. Parník se potopil roku 1883, když narazil do peřeje na řece Skagit, která je od té doby místně známá jako Peřej mrtvého muže. Přestože parník byl prakticky zničen, roku 1889 ho opravil a znovu uvedl do služby Joshua Green, který založil důležitou dopravní společnost La Conner Trading and Transportation Company. V následujících letech pomáhal obnovený parník rychlému růstu a osídlování oblasti delty řeky Skagit.
Město bylo známo jako typické říční město, dlouhé a úzké, rozpínající se podél náplavu řeky Skagit. Podniky stály při břehu řeky a hned vedle nich vedla cesta. Trajekty a další lodě využívaly zdejšího rozsáhlého přístaviště, který byl zakotven v širokém a hlubokém říčním kanálu. Při svém vrcholu se ve městě nacházelo mnoho veřejných budov, včetně obchodů, hotelů, školy, kostela a typického westernového salónu. Již zmíněná loď Fanny Lake zajišťovala krom jiného také přepravu obilí a sena v oblasti delty, až do roku 1893, kdy už byla nadobro zničena po požáru a potopení v Sullivanově průlivu.

## Úpad
V 70. letech předminulého století začal úpadek Skagit City, který odstartovalo odstranění dvou kládových překážek na horním toku řeky Skagit. To naopak pomohlo vnitrozemské obci Mount Vernon v rozvoji, a tak Skagit City postupně přicházelo o své podniky a obyvatele. Odstranění kmenů blokujících řeku začalo roku 1874 pod vedením generála Michlera ze Sboru mechaniků armády Spojených států amerických, která tehdy pouze zkoumala možnosti otevření dopravy na horní tok řeky. Překážky zabíraly asi 3 kilometry délky řeky, byly široké od 300 do 150 metrů a nezahrnovaly pouze dřevo, ale také písečné nánosy, zablokované kameny a podobně.
V roce 1877 pomohla již probíhajícímu odstranění povodeň, která postrčila klády blíže k zálivu. Odstranění klád vedlo k rozvoji města Mount Vernon, které se nachází 5 kilometrů proti proudu řeky od bývalého Skagit City. Prakticky všechny podniky, které bývávaly ve Skagit City se dříve nebo později přesunuly právě tam. Město tedy pomalu přicházelo o svou důležitost, až roku 1906 zůstala jediná původní budova, a to obchod Daniela E. Gage. Poslední dobou se spekuluje o další možná přeživší budově, kterou by měl být hotel Michaela Horana.